# Conférence centrale des rabbins américains
La Conférence centrale des rabbins américains, en anglais Central Conference of American Rabbis (CCAR), est la principale organisation de rabbins libéraux et réformés aux États-Unis et au Canada. Le CCAR est la plus grande et la plus ancienne organisation rabbinique au monde. Elle est fondée en 1889 par le rabbin Isaac Mayer Wise. Sa présidente actuelle est la rabbin Erica Asch, et la directrice exécutive Hara Person.

## Organisation
Le CCAR se compose principalement de rabbins formés au Hebrew Union College-Jewish Institute of Religion, situé à Cincinnati, New York, Los Angeles et Jérusalem. Le CCAR offre également l'adhésion à ceux qui ont obtenu leur diplôme en Europe du Leo Baeck College de Londres et du Abraham Geiger College de l'Université de Potsdam (Allemagne), ainsi qu'à ceux qui ont rejoint le mouvement réformé après avoir été ordonnés. La plupart des membres de ce dernier groupe sont diplômés soit du Séminaire théologique juif d'Amérique (massorti) soit du Collège rabbinique reconstructionniste (moderne-orthodoxe).
Le CCAR publie des responsa, mais conformément aux principes du judaïsme réformé, ses positions ne sont pas contraignantes pour les rabbins ou les congrégations individuels. Elle est également l'éditeur du CCAR Journal, une revue trimestrielle. Le groupe gère également CCAR Press, une grande maison d'édition qui publie des livres de prière : siddurim, machzorim et haggadot réformés, en hébreu et d'anglais.

## Histoire
En 1844, Isaac Mayer Wise patricipe à la conférence des rabbin réformés de Francfort-sur-le-Main. Il émigre ensuite aux États-Unis, et en 1848 propose pour la première fois une conférence des rabbins et laïcs juifs. En 1853, il devient rabbin au Plum Street Temple, à Cincinnati une importante synagogue réformée qui est renommée après la mort Isaac M. Wise Temple. En 1873, il fonde l'Union des congrégations hébraïques américaines, qui deviendra l'Union pour le judaïsme réformé, puis en 1875 Hebrew Union College-Jewish Institute of Religion, actuellement la plus ancienne école rabbinique en Amérique.
Une rencontre entre rabbins a lieu à Cleveland en 1855, et à Philadelphie en 1869. En 1885, il préside à contre-cœur la Plate-forme de Pittsburgh, qui produit une déclaration trop progressiste selon lui, menant à la division du mouvement libéral. Le 29 mars 1889, sa célébration d'anniversaire de 70 ans au Hebrew Union College-Jewish Institute of Religion lui redonne la motivation d'organiser de nouveau une réunion des rabbins réformés lors de l'assemblée générale de l'Union pour le judaïsme réformé. La Conférence centrale des rabbins américains est fondée en juillet 1889. A la première convention, à Cleveland en 1890, 90 rabbins ont adhéré à l'association.
En 1937, le CCAR rédige la Plate-forme Columbus, déclaration de foi remplaçant la Plate-forme de Pittsburgh de 1885. Le CCAR réécrit ses principes en 1976 avec sa Perspective du centenaire et les a réécrits à nouveau en 1999 sous le titre de Déclaration de principes pour le judaïsme réformé. Selon le CCAR, l'autonomie personnelle prime toujours sur ces déclarations.
En 1964, le CCAR prend une position officielle contre la guerre américaine au Vietnam et, en 1972, il commence à refuser de payer la taxe d'accise fédérale sur le service téléphonique en signe de protestation contre cette guerre.
En 1983, le CCAR affirme formellement qu'une identité juive peut être transmise soit par la mère, soit par le père, si l'enfant est élevé dans le judaïsme.
En 2014, le CCAR s'est joint à un procès contestant l'interdiction du mariage homosexuel en Caroline du Nord, ce qui était la première contestation religieuse de l'Amérique contre l'interdiction du mariage homosexuel,.

## Présidents
En 2003, la rabbin Janet Marder est devenue la première femme présidente du CCAR ; cela a fait d'elle la première femme à diriger une organisation rabbinique majeure et la première femme à diriger une grande organisation religieuse juive mixte aux États-Unis. En 2015, Denise Eger est devenue la première présidente ouvertement gay du CCAR, 
- Isaac M. Wise : 1889-1900 (rabbin du Isaac M. Wise Temple)
- Joseph Silverman : 1900-1903 (rabbin du Temple Emanu-El de New York)
- Joseph Krauskopf : 1903-1905
- Joseph Stolz : 1905-1907
- David Philipson : 1907-1909
- Maximilien Heller : 1909-1911
- Samuel Schulman : 1911-1913
- Moïse J. Gries : 1913-1915
- William Rosenau : 1915-1917
- Louis Grossmann : 1917-1919
- Léon M. Franklin : 1919-1921
- Edward N. Calish : 1921-1923
- Abram Simon : 1923-1925
- Louis Wolsey : 1925-1927
- Hyman G. Enelow : 1927-1929
- David Lefkowitz : 1929-1931
- Morris Newfield : 1931-1933
- Samuel H. Goldenson : 1933-1935
- Félix A. Lévy : 1935-1937
- Max C. Currick : 1937-1939
- Emil W. Leipziger : 1939-1941
- James G. Heller : 1941-1943
- Salomon B. Freehof : 1943-1945
- Abba Hillel Argent : 1945-1947
- Abraham J. Feldman : 1947-1949
- Jacob R. Marcus : 1949-1951
- Philip S. Bernstein : 1951-1953
- Joseph L. Fink : 1953-1955
- Barnett R. Brickner : 1955-1957
- Israël Bettan : 1957
- Jacob Philippe Rudin : 1957-1959
- Bernard J. Bamberger : 1959-1961 (rabbin du temple Shaaray Tefila de New York)
- Albert G. Minda : 1961-1963
- Léon I. Feuer : 1963-1965
- Jacob J.Weinstein : 1965-1967
- Levi A. Olan : 1967-1969
- Roland B. Gittlesohn : 1969-1971
- David Polonais : 1971-1973
- Robert I. Kahn : 1973-1975
- Arthur J. Lelyveld : 1975-1977
- Ely E. Pilchik : 1977-1979
- Jérôme R. Malino : 1979-1981
- Herman E. Schaalman : 1981-1983
- W. Gunther Plaut : 1983-1985
- Jack Stern: 1985-1987
- Eugène J. Lipman : 1987-1989
- Samuel E. Karff : 1989-1991
- Walter Jacob : 1991-1993 (rabbin de la synagogue Rodef Shalom de Pittsburgh)
- Sheldon Zimmerman : 1993-1995
- Siméon J. Maslin : 1995-1997
- Richard N. Lévy : 1997-1999
- Charles A. Kroloff : 1999-2001
- Martin S.Weiner : 2001-2003
- Janet Marder : 2003-2005
- Harry Danziger : 2005-2007
- Peter Knobel : 2007-2009
- Ellen Weinberg-Dreyfus : 2009-2011
- Jonathan Stein: 2011-2013[8] (rabbin du temple Shaaray Tefila de New York)
- Richard A. Block : 2013-2015
- Denise L.Eger: 2015-2017
- David E. Stern (en) : 2017-2019
- Ronald Ségal : 2019-2021
- Lewis Kamrass : 2021- [9]